# Truncopes makilingensis
Truncopes makilingensis är en kvalsterart som beskrevs av Corpuz-Raros 1979. Truncopes makilingensis ingår i släktet Truncopes och familjen Oripodidae. Inga underarter finns listade i Catalogue of Life.